# Sébastien Dewaest
Sébastien Dewaest (ur. 27 maja 1991 w Poperinge) – belgijski piłkarz grający na pozycji środkowego obrońcy. Od 2021 jest zawodnikiem klubu OH Leuven, do którego jest wypożyczony z KRC Genk.

## Kariera klubowa
Swoją piłkarską karierę Dewaest rozpoczynał we Francji w juniorach klubu FC Nieppe. Następnie w 1999 podjął treningi w juniorach Lille OSC. W 2010 roku zaczął grać w rezerwach tego klubu, a w 2011 roku przeniósł się do Belgii, do drugoligowego KSV Roeselare. 26 marca 2011 zadebiutował w nim w przegranym 0:1 domowym meczu z OH Leuven. W Roeselare grał do lata 2013.
Latem 2013 Dewaest przeszedł do Royalu Charleroi. Swój debiut w nim zanotował 1 września 2013 w zremisowanym 1:1 domowym spotkaniu z KRC Genk. Zawodnikiem Royalu był do sierpnia 2015.
W sierpniu 2015 Dewaest został piłkarzem KRC Genk. Swój debiut w nim zaliczył 15 sierpnia 2015 w zwycięskim 2:1 domowym meczu z KVC Westerlo. W sezonie 2018/2019 wywalczył z Genkiem tytuł mistrza Belgii, a latem 2019 zdobył z nim Superpuchar Belgii.
W styczniu 2021 Dewaest został wypożyczony do francuskiego drugoligowca, Toulouse FC. Swój debiut w Toulouse zanotował 11 stycznia 2021 w zremisowanym 1:1 wyjazdowym spotkaniu z SM Caen. W Toulouse spędził pół roku.
Latem 2021 Deweast odszedł na wypożyczenie do Oud-Heverlee Leuven. Zadebiutował w nim 8 sierpnia 2021 w zremisowanym 1:1 domowym meczu z Royalem Charleroi.
| Sezon   | Klub            | Kraj    | Rozgrywki       | Mecze | Gole |
| ------- | --------------- | ------- | --------------- | ----- | ---- |
| 2010/11 | Lille OSC II    | Francja | CFA             | 2     | 0    |
| 2010/11 | KSV Roeselare   | Belgia  | Eerste klasse B | 5     | 0    |
| 2011/12 | KSV Roeselare   | Belgia  | Eerste klasse B | 22    | 0    |
| 2012/13 | KSV Roeselare   | Belgia  | Eerste klasse B | 31    | 4    |
| 2013/14 | Royal Charleroi | Belgia  | Eerste klasse A | 31    | 5    |
| 2014/15 | Royal Charleroi | Belgia  | Eerste klasse A | 40    | 3    |
| 2015/16 | Royal Charleroi | Belgia  | Eerste klasse A | 3     | 0    |
| 2015/16 | KRC Genk        | Belgia  | Eerste klasse A | 38    | 2    |
| 2016/17 | KRC Genk        | Belgia  | Eerste klasse A | 21    | 0    |
| 2017/18 | KRC Genk        | Belgia  | Eerste klasse A | 6     | 0    |
| 2018/19 | KRC Genk        | Belgia  | Eerste klasse A | 34    | 4    |
| 2019/20 | KRC Genk        | Belgia  | Eerste klasse A | 24    | 3    |
| 2020/21 | KRC Genk        | Belgia  | Eerste klasse A | 0     | 0    |
| 2020/21 | Toulouse FC     | Francja | Ligue 2         | 14    | 0    |

## Kariera reprezentacyjna
Dewaest grał w młodzieżowych reprezentacjach Belgii na szczeblach U-16, U-17, U-18 i U-19.